# HMAS Sydney (1944)
HMAS Sydney – lotniskowiec lekki brytyjskiego typu Majestic należący do Royal Australian Navy. Zwodowany w 1943, wszedł do służby 16 grudnia 1948 jako pierwszy australijski lotniskowiec. W latach 1951–1952 służył w australijskich siłach ONZ w czasie wojny koreańskiej. Wycofany ze służby w 1958, ponownie w 1962 wrócił do służby jako szybki transportowiec wojska (między innymi odbył 24 rejsy zaopatrzeniowe do australijskiego kontyngentu w Wietnamie, które dały mu przydomek: „Vung Tau Ferry”). Ostatecznie wycofany w 1973 roku.
Jako lotniskowiec był wyposażony w samoloty pokładowe Hawker Sea Fury i Fairey Firefly.